# Cavall Bernat (Matadepera)
|  | Per a altres significats, vegeu «Cavall Bernat». |

El Cavall Bernat és un monòlit situat al vessant sud del massís de Sant Llorenç del Munt. S'erigeix en solitari separat de la resta del massís i s'alça de manera prominent per sobre la urbanització Cavall Bernat, al municipi de Matadepera, al Vallès Occidental. Té una alçada de 801,2 m i una prominència de 28 m des del coll del Cavall Bernat (773 m), que l'ajunta a la resta del massís. A uns 50 m cap a l'est té el Cap de Mort (827,6 m), la punta d'una cinglera. El cim de la Mola li queda a gairebé 1,5 km en direcció nord.
És dins del límit del Parc Natural de Sant Llorenç del Munt i l'Obac, creat el 1972. Des del 2000 també forma part de l'Inventari d'espais d'interès geològic de Catalunya inventariat com espai d'interès geològic en el conjunt de la geozona Sant Llorenç del Munt i l'Obac, la qual forma part del parc natural majoritàriament. S'escalà per primera vegada l'any 1911.

## Galeria d'imatges

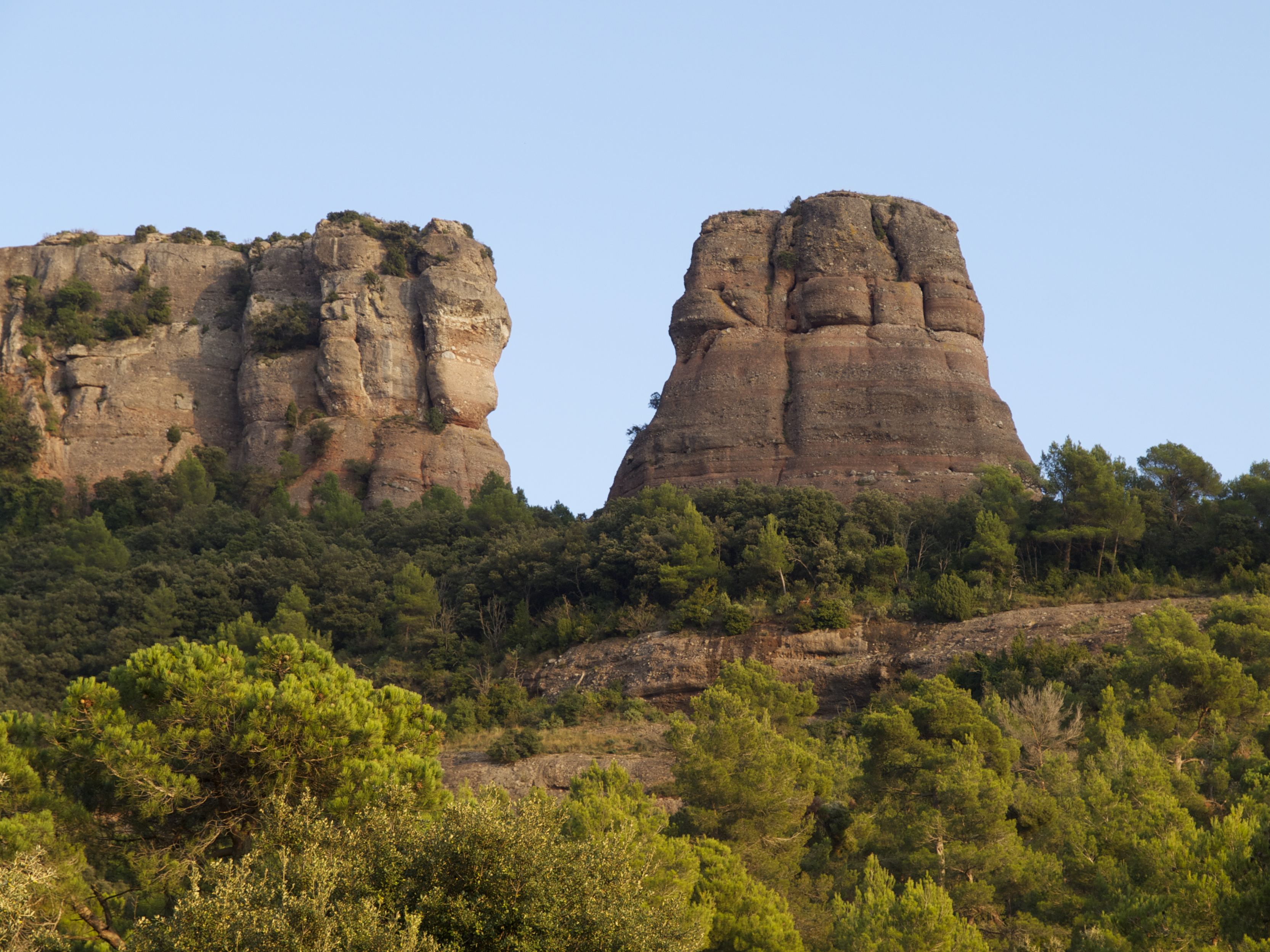
Vist des de Matadepera
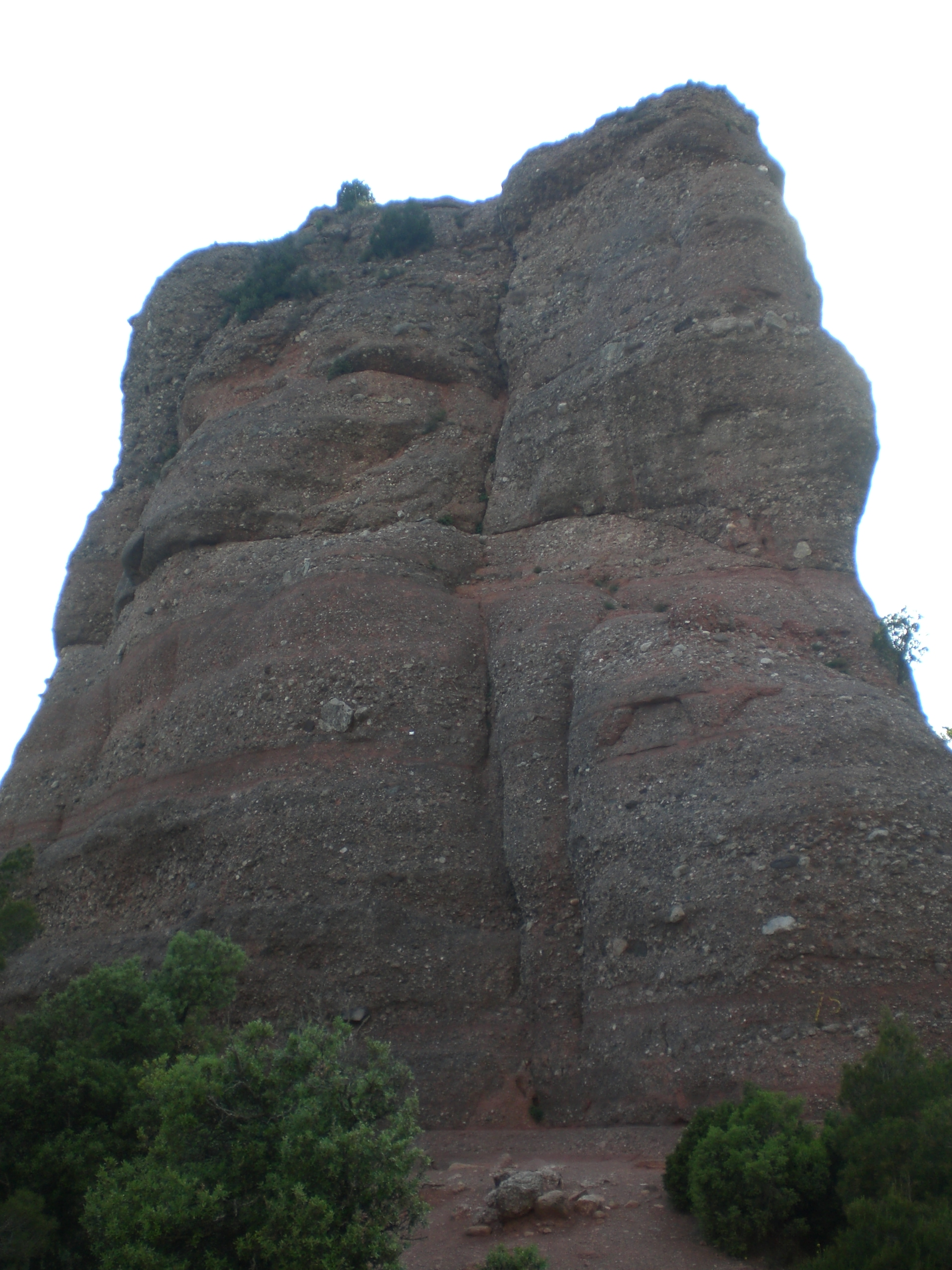
Vist des de la base
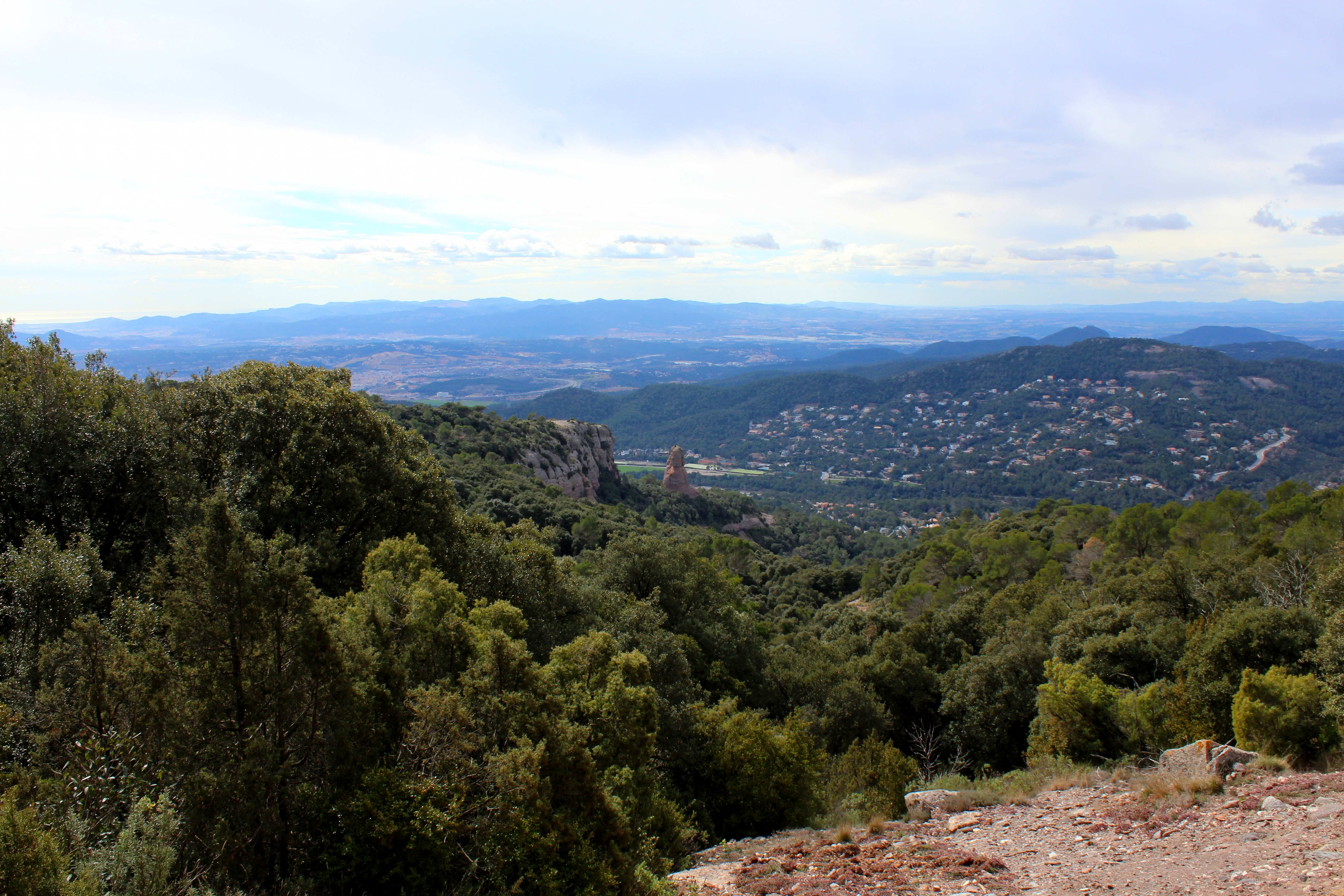
Vist des del camí dels Monjos